# 三島山 (三重県)

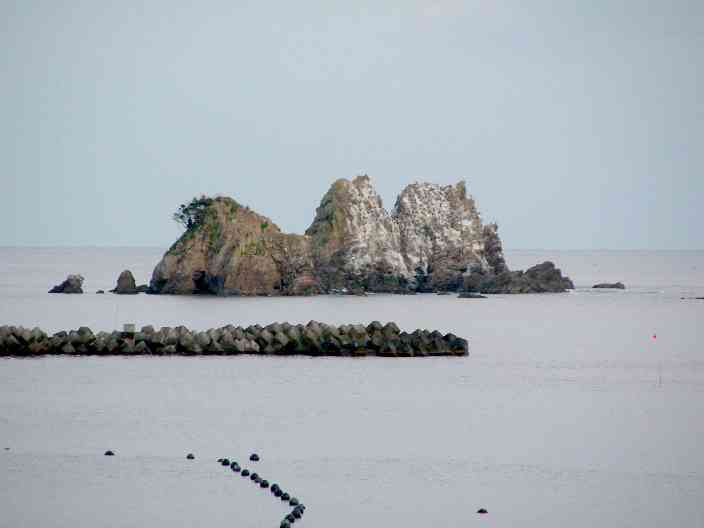
三島山

三島山（さんとうさん、さんとうざん）は三重県志摩市にある岩礁。三頭山とも。
志摩半島の南東、熊野灘側に位置し、ウミネコなどの営巣地となっている。三島山とは、岩礁が3つに分かれて突き出た格好になっている為付けられた名とも考えられている。周囲は、サザエ、アワビなどの漁場で、江戸時代、明治時代には漁業権を巡る争いがあった。後にこの岩礁を境として漁場の区分を明確にし、漁場争いは決着している。
海鳥の営巣地であることから、海鳥の糞で真っ白になっている。国立公園地域に指定されており、岩礁上部への入山が禁止されている。